# 일한 만스즈
일한 만스즈(튀르키예어: İlhan Mansız, 1975년 8월 10일, 서독 켐텐 ~ )는 튀르키예의 은퇴한 축구 선수이자, 포지션은 스트라이커였다. 2006년 은퇴를 선언했으나, 2009년 7월 TSV 1860 뮌헨에서 다시 훈련을 시작했다.
크림 타타르인인 그는 패션 스타일과 머리 스타일로 많은 여성팬들을 매혹시켰었으며, 데이비드 베컴 등과 함께 메트로섹슈얼으로 유명하였다. 그는 외모때문에 많은 일본 여성팬들이 있었는데, 그가 비셀 고베로 이적하는데 중요한 요소가 되기도 하였다.
그는 1996년 프로에 데뷔해 2001년까지 튀르키예에서 뛰었다. 2002년에는 삼순스포르 소속으로 21골을 넣어 리그 득점왕이 되기도 했다. 2003년 일본의 비셀 고베로 이적했으나 몇경기 뛰지 못하고 팀을 나왔다. 그는 독일로 가 헤르타 BSC 베를린과 계약을 맺었으나 무릎 부상이 재발해 팀에서 방출당했다. (그의 무릎 부상이 재발한다면 팀이 그를 방출시킨다는 조항이 있었다.) 그는 튀르키예로 돌아가 MKE 앙카라귀쥐와 1년 계약을 맺었고, 2005-06 시즌을 뛴 후 2006-07 시즌 시작 전때 은퇴를 선언했다.
2007년에 그가 축구계에 복귀하기 위해 로스앤젤레스 갤럭시에서 훈련을 하고 있다는 소문이 있었다. 그러나 그가 은퇴를 선언해 없던일이 되었다. 2007년 9웰에는 콜럼버스 크루, 토론토 FC와 뉴욕 레드불스가 그에게 관심이 있다는 보도가 있었다. 또한 바이어 04 레버쿠젠과 센트럴코스트 매리너스가 그와 단기계약을 맺을 의향을 보이기도 했다.
그는 튀르키예 축구 국가대표팀의 일원으로서 활약하기도 했는데, 21경기에 나와 7골을 넣었으며, 2002년 FIFA 월드컵에서도 3골을 넣었다. 특히 세네갈과의 8강전에서 골든골을, 한국과의 3, 4위전에서는 두 골을 득점했었다.
그리고 축구계에서 은퇴 후, 피겨스케이팅 선수로 변신하여, 2014년 동계올림픽을 노릴 심산이라고 한다.

## 수상
튀르키예
- 2002년 FIFA 월드컵 3위

개인
- 2001-02 쉬페르리그 득점왕